# Bullstones

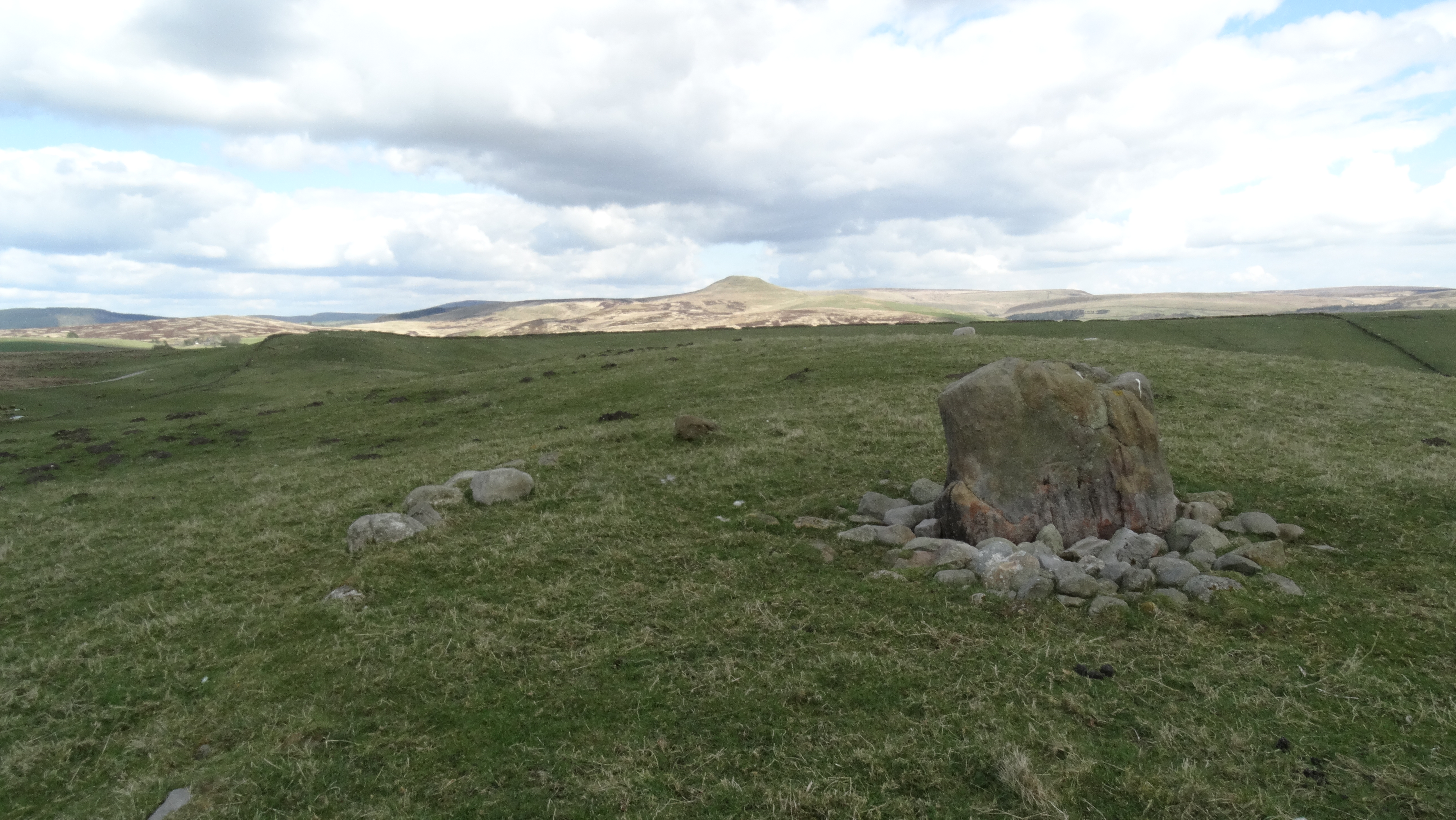
Bullstones

 Die Bullstones oder Bullstone Barrow (auch Bullstrang genannt) sind die Reste eines Grabhügels vom Typ Bowl Barrow, der in das Endneolithikum oder die frühe Bronzezeit datiert. Er liegt auf dem "Cessbank Common Moor" an der Ostflanke des Brown Hill in Wincle bei Macclesfield im Peak District in Cheshire in England. Die Anlage steht seit 1993 unter Schutz.
Die Bullstones sind etwa 7,3 km  von den Bridestones entfernt. Die erhaltene Steineinfassung ist kleiner als der Steinkreis von Glenquicken in Schottland, aber ähnlich aufgebaut. 

## Ausgrabungen
Die Anlage wurde in den 1870er Jahren von John Dow Sainter ausgegraben. Er fand die Brandbestattung eines Kindes oder Jugendlichen, das etwa 0,9 m unter der Oberfläche lag und von einem Oval kleiner Steine mit etwa 2,8 auf 2,5 cm Durchmesser umgeben war. Die cinerary urn, eine bronzezeitliche Gefäßform, enthielt neben dem Leichenbrand ein kalziniertes Messer und eine Pfeilspitze aus Feuerstein. Ein Bericht über die Ausgrabungen findet sich in einem Buch von J. D. Sainter.

## Form
Heute sind die Reste des Grabhügels noch bis zu 25 cm hoch erhalten. Der Hügel misst etwa 11,5 × 10 m.
Im Kreis steht außermittig ein 1,1 m hoher, 1,4 m breiter und 0,7 m dicker Monolith. Auf der Breitseite des Zentralsteins wird der Kreis im Norden durch eine kurze Steinallee unterbrochen. Eine gebogene Linie aus Steinen läuft vom Eingang dieser Allee zum Kreis zurück, so dass auf beiden Seiten ein kleiner, etwa dreieckiger, von Steinen gebildeter Bereich entstand, der untersucht wurde und leer war. Rund um den zentralen Stein liegt ein unvollständiger elliptischer Bereich aus gerundeten kopfgroßen Felsbrocken mit einem Durchmesser von 7,9 × 8,5 m, die eine kleine Plattform bilden.
Im Jahre 2000 gibt Burl eine Beschreibung der Mittensteinkreise, die auch in Cornwall, Shropshire, Wiltshire und Südwest Irland zu finden sind. Er stellt fest, "Kreise mit Mittelsteinen scheinen spät entstanden zu sein und haben häufig eine Brandbestattung am Fuße des Mittelsteins. Die Kreise bestehen aus kleinen gerundeten Steinen, während der Zentralstein deutlich größer ist".